# Henryk Markusfeld
Henryk Markusfeld (ur. 11 listopada 1853, zm. 7 października 1921) – częstochowski przemysłowiec i filantrop narodowości żydowskiej.

## Życiorys
Urodził się w zaborze pruskim w 1853 roku jako syn Adolfa Markusfelda. Do Częstochowy rodzina sprowadziła się w latach 70. XIX wieku.
Był założycielem fabryki obić papierowych (1878), drukarni (1891), fabryki kapeluszy (1901), inicjatorem powstania spółki „Przędzalnia Warta” (1896), elektrowni „Siła i Światło” (1908), Towarzystwa Kredytowego Miasta Częstochowy (1898) i Towarzystwa Wzajemnego Kredytu (1907), z jego inicjatywy powstała w mieście linia telefoniczna. Zajmował się także działalnością filantropijną, społeczną i charytatywną, był od 1890 roku prezesem gminy żydowskiej, fundatorem Szpitala na Zawodziu, inicjatorem budowy szkoły zawodowej na ul. Targowej, gimnazjum na ul. Szkolnej, chóru Lutnia, towarzystwa krajoznawczego, straży pożarnej oraz członkiem komitetu budującego Nową Synagogę.
Będąca jego własnością fabryka kapeluszy znacznie rozrosła się pod jego zarządem, zwiększając zatrudnienie i stając się spółką akcyjną. Była to wówczas największa fabryka kapeluszy w Polsce, eksportująca na rynki Europy, Indii i Chin, jednak zniszczona przez Niemców w okresie I wojny światowej.
W czasie wojny działały finansowane przez Markusfelda jadłodajnie i ochronki dla dzieci, przeznaczone dla wszystkich potrzebujących, niezależnie od wyznania.
Henryk Markusfeld zmarł 7 października 1921 roku.